# Makary (biskup koptyjski)
Makary (imię świeckie Makram Ayyad, ur. 10 czerwca 1958) – duchowny Koptyjskiego Kościoła Ortodoksyjnego, od 2004 biskup pomocniczy Al-Minja.

## Życiorys
Święcenia kapłańskie przyjął 30 czerwca 1988 z imieniem Cyryl. Sakrę biskupią otrzymał 30 maja 2004 z imieniem Makary. Jest znany z konserwatywnych poglądów, wyróżnił się m.in. jako przeciwnik ruchu ekumenicznego (promowanego przez większość episkopatu i patriarchę).